# Toni Vetrano

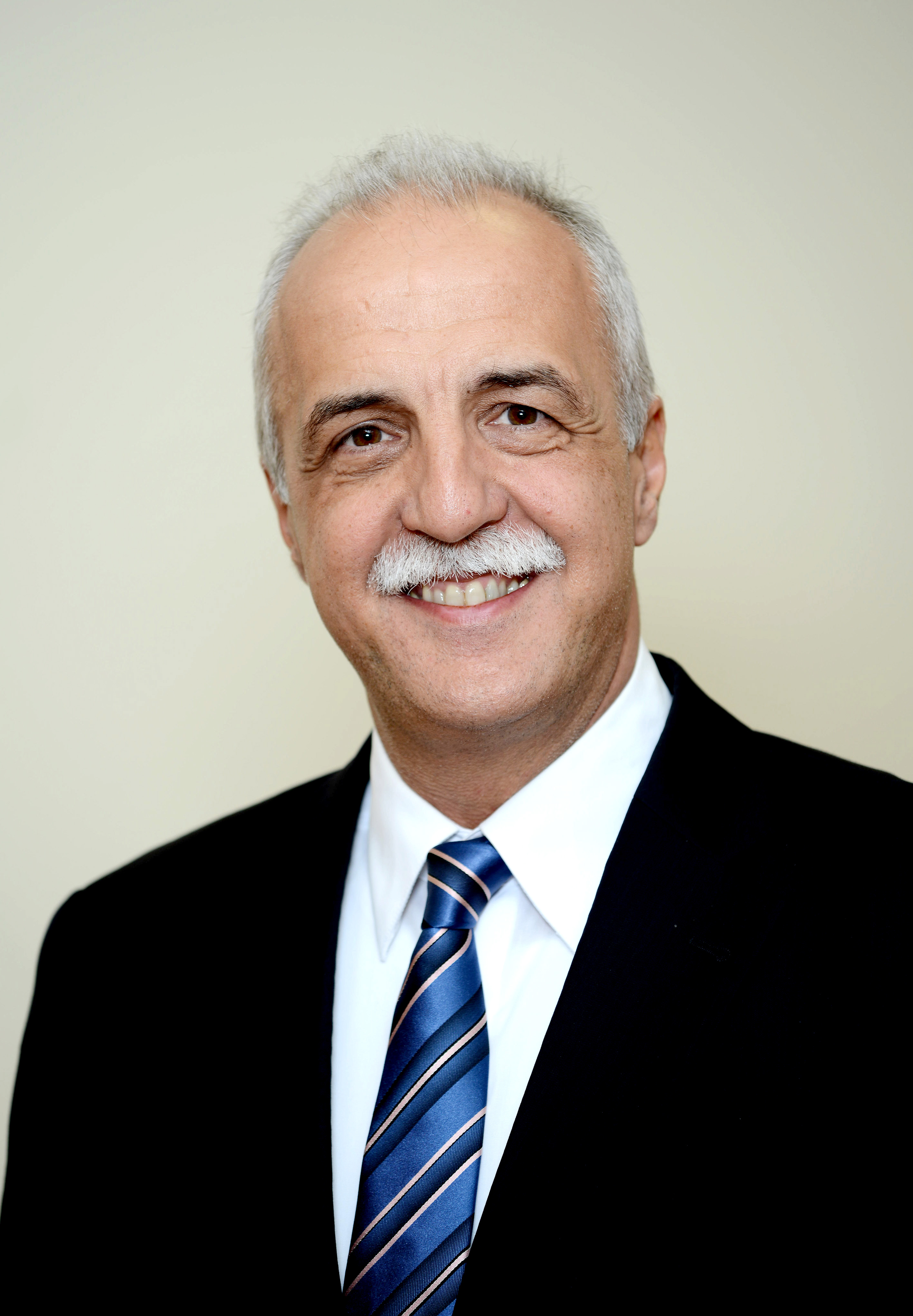
Toni Vetrano

Toni Vetrano (* 12. März 1964 in Caltabellotta, Italien) ist ein deutscher Politiker der CDU. Er war von 2014 bis 2022 Oberbürgermeister von Kehl. Zuvor war er von 2001 bis 2014 Bürgermeister von Durbach.

## Leben
Die Familie des gebürtigen Sizilianers kam nach Deutschland, als er ein Jahr alt war. Er absolvierte 1984 das Abitur am Wirtschaftsgymnasium in Offenburg und anschließend ein Studium zum Diplom-Sozialarbeiter (FH). Von 1990 bis 2001 war er beim Landratsamt des Ortenaukreises beschäftigt und absolvierte berufsbegleitend eine Weiterbildung zum Betriebswirt (VWA).
Toni Vetrano kandidierte 1994 auf der CDU-Liste für den Gemeinderat von Offenburg, wurde aber nicht gewählt. Bei der Kommunalwahl 1999 gelang ihm dann der Einzug und er wurde zum Vorsitzenden des CDU-Ortsverbands gewählt. Im Jahr 2000 kandidierte er für das Amt des Bürgermeisters der Stadt Hornberg, unterlag aber gegen Siegfried Scheffold. 2001 bewarb er sich in der Gemeinde Durbach und konnte sich gegen den Amtsinhaber Wolfgang Pühler durchsetzen. 2009 wurde er im Amt bestätigt und zum stellvertretenden Vorsitzenden des CDU-Kreisverbandes Ortenau gewählt. 2013 kündigte der Oberbürgermeister von Kehl, Günther Petry (SPD), seinen Rückzug an. Vetrano bewarb sich als sein Nachfolger und erhielt im ersten Wahlgang 47,6 und im zweiten 82,5 Prozent der Stimmen. Die Verpflichtung fand am 5. Mai 2014 statt. Bei der Oberbürgermeisterwahl 2022 trat Vetrano nicht mehr an; er schied Ende April 2022 aus dem Amt aus. Ihm folgte Wolfram Britz nach.
Vetrano war bis Mai 2019 zudem 12 Jahre lang Präsident des Blasmusikverbandes Ortenau.